# Fábián Gábor (író)

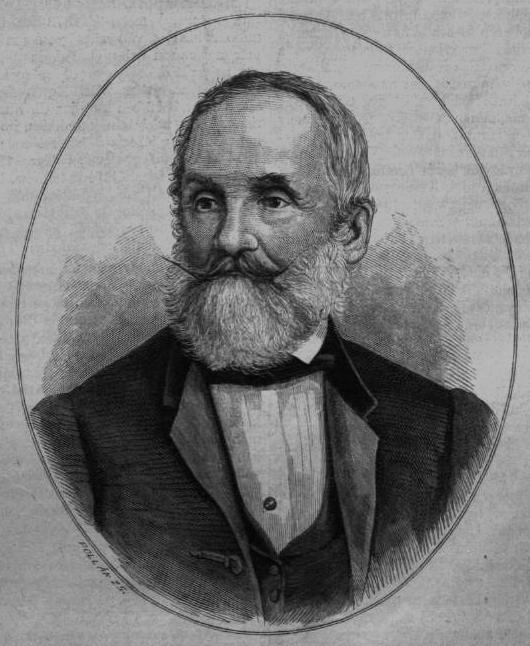
Portré

Fábián Gábor (Álneve: Nőzséri) (Vörösberény, 1795. december 28. – Arad, 1877. december 10.) író, költő, műfordító, országgyűlési képviselő, a Magyar Tudományos Akadémia és a Kisfaludy Társaság rendes tagja.

## Élete
Fábián József református lelkész-író és Somogyi Zsuzsánna (Somogyi Gedeonnak, a Mondolat írójának nénje) fia volt. Öt évi falusi iskolázás után, apja 1806-ban Pozsonyba vitte a német nyelv tanulása céljából; 1808 novemberében a Pápai Református Kollégiumban folytatta tanulmányait a teológiai szakkal együtt és 1817 decemberében a jogot a pesti egyetemen hallgatta mint másodéves, de mivel Pápán hiányosan tanult, ezért az első évi jogi tanfolyamból előbb vizsgát kellett tennie. Ekkor legkedvesebb barátjával, Zádor Istvánnal (1817-től 1832-ig) szakadatlan levelezésben állott; Pesten megismerkedett Kultsár Istvánnal, Fáy Andrással és Vitkovics Mihállyal; az irodalommal és annak képviselőivel való érintkezése nagy hatással volt szellemi fejlődésére.
1819. november 28-án megvált az egyetemtől és apjához ment Tótvázsonyba. Mint ügyvéd először Hubenay József ügyvéd mellé lépett be, majd később Balassa Lajoshoz, 1820 tavaszán pedig jurátusnak esküdött fel gróf Teleki László, az akadémia első elnökének Józsefnek, apja mellé. Mindhárom hely egyaránt alkalmas volt arra, hogy a jogi gyakorlat mellett a lélek műveltségére s a társadalmi modor előkelőségére is hasson. Az ügyvédi vizsgát 1821. december 15-én tette le Pesten. Irodalmi tanulmányait, többi közt Háfiz fordítását, ez időben is buzgón folytatta.
1824. július 15-étől a Bohus-család uradalmi ügyvédje lett. E közben megismerkedett Vörösmarty Mihállyal, kinek míg Zalán futása című eposza megírását sürgette, hogy írja meg az invokáció-szerű bevezetést, ő maga félben hagyta a már megkezdett eposzát, melynek hőse Attila lett volna. Eközben Pestről Bohusékkal leköltözött Arad megyébe, Világosra. 1825. július 18-án, miután Bohus ellenezte házasságát, szolgálatából kilépett, megnősült és mint gyakorló ügyvéd Budán telepedett le; nejétől azonban nemsokára elvált és 1826 augusztusában visszatért Világosra. Ez időben kezd Toldy Ferenccel levelezni, akivel Budán ismerkedett meg.
Időközben rászánta magát a francia nyelv megtanulására; azután az angol nyelvet tanulta meg. Az élénkülni kezdő országos politikai s megyei élet iránt is kezdett érdeklődni; 1829. április 29-én Csanád megyében a főispán kinevezte táblabírónak; ezután sűrűbben érintkezett Arad megye befolyásosabb egyéniségeivel. Aradon az ő indítványára s az ő közreműködése mellett alakult meg a casino. Az 1836-i kolera-járványban első neje meghalt és 1838-ban kelt össze második nejével, Telbisz Franciskával, Schenk Ferenc Ágoston gyáros özvegyével, kivel 40 évet töltött boldog házasságban; ekkor független anyagi helyzetre tevén szert, lemondott az uradalmi ügyvédségről és Aradra költözött.
A megyei élet küzdelmeiben lelkesültséggel vett részt és Kossuth Lajos lapjának, a Pesti Hírlapnak levelezője lett. Csongrád-, Arad- és Bihar-megye megválasztották táblabírának s a Magyar Tudományos Akadémia 1832. március 9-én levelező, 1835. szeptember 14-én rendes és 1839. március 13-án fizetéses vidéki rendes tagjává; egyik bírálója volt az 1842. évi nyelvtudományi pályamunkáknak és adalékokat juttatott a Nagy Szótárhoz.

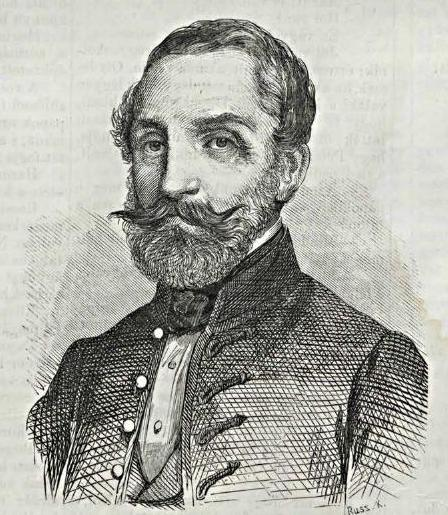
Fábián Gábor portréja a Vasárnapi Ujságban

Az 1848-as eseményekben is aktívan részt vett; így tagjává lett ama teljhatalmú bizottságnak, melynek feladata volt a megye területén felügyelni a mozgalmakra és a rend fenntartására; május 5-én az Aradon szervezett sajtóbíróság elnöke s június 11-én az aradi vészbizottság tagja lett. Képviselővé választatván, a Pesten megnyílt országgyűlésen megjelent, részt vett annak minden munkájában és Kossuthot Debrecenbe is követte. Időközben Szemere Bertalan felajánlotta neki Arad megye főispánságát, de nem fogadta el; 1849. június 15-én a hétszemélyes főtörvényszék bírájául neveztetett ki; de hivatalának gyakorlására nem nyílt alkalma, mert az oroszok elől menekülő kormánnyal Szegedre és Aradra ment.
A világosi katasztrófa után ő is bujdosott; végre jelentkezett a pesti haditörvényszéknél; egy ideig fogságot szenvedett, de azután szabadon bocsátották és Aradra internálták; itt és a közeli kürtösi birtokán családjának és az irodalomnak élt. 1854-ben a rendőri felügyelet alól felszabadították.
1865. november 19-én Arad város megválasztotta országgyűlési képviselőjévé és Pestre költözvén, az irodalom régibb és újabb szereplő egyéniségeivel közelebbi ismeretségbe került. Midőn 1869-ben mandátuma lejárt, végképpen visszavonult a politikától és kizárólag a költői műfordításnak szentelte idejét. A Kisfaludy Társaság, mely 1862. január 30-án választotta tagjai sorába, 1876. február 23-án írói munkásságának 60. évfordulója alkalmából jubiláris-ünnepélyt rendezett. Az akadémiában 1888. február 27-én Zichy Antal tartott fölötte emlékbeszédet.
Arcképe kőnyomat, Rohn litográfiai intézetében Pesten jelent meg.

## Írásai
Versei, műfordításai, történeti, államtudományi és vegyes cikkei a következő folyóiratokban, évkönyvekben és hirlapokban jelentek meg: Aspasia (1824. költ.), Felső M. Minerva (1825. X. Keleti literatura: Elegia Hariri perzsa költőtől, Elegia Ebn Arabhsah arab költőtől, Shemseimael georgiai fejedelem két verse, Hushenh perzsa királynak Testamentuma Hammer-Purgstall után dolgozva), Koszorú (1828. Frithiof atyai örökébe lép költ., 1829. költ.), Tudom. Gyüjtemény (1828. V. Szögyényi Zsigmond életrajza), Aurora (1829. 1831. költ.), Társalkodó (1833–34. Simánd Aradmegyében). M. tud. társ. Évkönyvei (III. 1838. A prosa s kifejlése történetei, székfoglaló), Tud. Tár (1837. II. A rabszolgaság Éjszakamerikában), Athenaeum (1838. Az örökülési törvényekről Tocqueville után, A mechanikai találmányok következményei stb. ford., 1839–42. Az esküttszék, A jog eszméjéről, Kis és nagy nemzetek stb. ford.), Versek gróf Károlyi György csongrádm. főispán beigtatásakor, Szeged, 1839. cz. gyüjteményben (költeménye), Pesti Hirlap (1844. 349. sz. Zsidó emancipatio, 361. sz. Löw Lipot Nyilt levelére), Életképek (1847, I. 20. sz. Levele Tocquevillehez), M. Akadémiai Értesítő (1852. A római classicusok olvasásáról és tanulmányozásával egybekötött élvezetről és érdekről), Uj M. Muzeum (1853. I. Cicero összes leveleiből mutatványok, 1856. I. Válasz Toldy Ferencznek a hozzám irt nyilt levélre, költ., Javaslat a kettős betük egyszerűsítése ügyében. Eredetiség az irodalomban, Epistola Toldy Ferenczhez az irodalombani eredetiség kérdéséhez, 1857. I. Cicero Quintopaediája, 1859. I. Seneca, L., A dogmatica és paraenetica, vagyis elméleti és gyakorlati philosophiáról), Sárosy Albuma (1857. Csernovics Péter életrajza), Kisfaludy-Társaság Évlapjai, Uj folyam (I. Pár szó a Milesiákról, székfoglaló 1863. jan. 29. III. A szatiráról, VIII. Rutilius Claudius Numatianus utleirása, X. Tibull egy elegiája, XII. Buda haragja, hősköltemény 1823-ból, Elegia Székács József temetésekor az ő és Toldy Ferencz emlékezetére), Fővárosi Lapok (1866–67. Költői levél és tárcza), az aradi Alföld (1873. Egy római classicus iró a choleráról Corn. Celsus: de medicina lib. IV. cap. 11., ugyanez a Bud. Közlönyben 1873. 172. sz.), Figyelő (I. 1876. Adatok Somogyi Gedeon életéről.)
Levelei: Kisfaludy Károlyhoz, Arad, 1827. febr. 4. és Stettner (Zádor) Györgyhöz, Világos, 1827. máj. 8. (Figyelő XXVI.)

## Munkái
- Búcsúzó versek, melyek Nt. Tóth Ferencz egyházi főnótárius eránt való háladatos tiszteletből, midőn a pápai ref. collegiumbeli theologica cathedrát, ugyan a pápai sz. ekklesia predikátori hivatalával kivánta felcserélni, készíttettek a collegiumbeli ifjuság nevében. Veszprém, 1817.
- Oda Szentkirályi László urnak, Pest, Pilis és Solt vármegyék volt első al-ispánjának tiszteletére, a midőn ezen hivatalából palatinális itélő mesternek általvitetett. Pest, 1819.
- Hafiz Persa Költő Divánjábol Gházelák s Töredékek, ford. Pest, 1824. Online
- Mimili, egy helvecziai történet, Clauren után magyarázta. Pest, 1829.
- Napoleon önéletirása, saját keze és diktálása után. A franczia kiadás szerint hiven magyarázta Pest, 1829.
- Osian énekei. Az eredeti gael mértéken fordította. Buda, 1833. Három kötet. Első kötet Második kötet Harmadik kötet
- Arad vármegye leirása, historiai, geographiai és statistikai tekintetben. I. rész. Historiai leirás. Buda, 1835. (Négy rézmetszettel és b. Orczy Lőrincz arczk. A II. és III. kötet kéziratban maradt. Ism. Tud. Gyűjt. 1836. II. IV.)
- A demokratia Amerikában. Tocquille Elek után a franczia eredetiből ford. Buda, 1841–43. Négy kötet.
- Házi neveléstan kézikönyve. Classicai kalászat szülék és az őket képviselő nevelők, nevelőnők s oktatók számára. Heinsius Tivadar után magyarítva. Buda, 1846. Online
- M. T. Cicero összes levelei, időrendes sorozatban. Ford. és jegyzetekkel ellátta. Pest, 1861–64. Hét kötet. (Minden kötetet Cicero és kora cz. annalistikus történet előz meg.).
- M. T. Cicero vegyes munkái. I. kötet. Rhetoricumok és philosophicumok. Ford. és jegyzetekkel ellátta. Arad, 1865. (A II. és III. köt. kéziratban maradt, csupán mutatványként jelentek meg belőle a Cato Maior az öregségről és Laelius a barátságról cz. részek Lampel Róbertnél az Ókori classikusok c. fordítás-gyűjteményben.)
- Nyilt levél aradi választóihoz. Arad, 1869.
- Titus Lucretius Carus tankölteménye a természetről. Fordította, bevezetéssel, magyarázó jegyzetekkel kisérte. Bpest, 1870.
- Argonauticon. Arad, 1873. (Cajus Valerius Flaccus hőskölteménye.)
- Rutilius Claudius útleirása. Forditotta s a mellékelt eredetivel együtt kiadta Fábián Gábor. Arad, 1874. Online
- Anthologia Fábián Gábor költői műfordításaiból: magyarított Lucretiusából s Argonauticonából. Kiadta Somogyi Antal. Arad, 1874.
- Quintus Horatius Flaccus a Pisókhoz irt levele a költészetről. (De arte poetica.) Ford. Arad, 1876.

Kiadta atyjának, Fábián Józsefnek Appert Étekeltartás mestersége (Pest, 1833.) c. munkáját.